# Четиридневна битка
Черитидневната битка (на английски: Four Days' Battle; на нидерландски: Vierdaagse Zeeslag) е едно от най-мащабните и продължителни сражения в историята на морските конфликти. Тя е част от Втората англо-холандска война и се провежда от 1 до 4 юни 1666 г. (според английските доклади; холандските дават датите 11 – 14 юни). Тази битка затвърждава за кратко време напред хегемонията на холандските моряци в моретата на север от Европа и тяхната водеща роля в световната търговия.

## Ситуацията през 1666 г.
Много преди да получат официална независимост от Испания седемте Обединени провинции (най-важна от които е Холандия) не само действат самостоятелно, но и налагат своето господство по моретата. Изчисленията показват, че притежават близо 10 000 търговски кораба и 168 000 моряци. Те монополизират източната търговия, основават поселения в Америка и доставят срещу колосални печалби стоките до повечето европейски пристанища. Те оставят на заден план не само досегашните господари на моретата – Португалия и Испания, но и амбициозните нови сили Англия и Франция. Английският диктатор Оливър Кромуел решава да построи мощен флот, с който да предизвика холандските власти. Първата англо-холандска война (1652 – 1654) завършва без явен победител, но и не решава насъбраните противоречия. След нея Кромуел продължава да развива английската търговия и да търси начини за ограничаване на холандската сила.
През Англо-холандските войни се заражда новата военноморска тактика на линейните строеве. При нея корабите се подреждат един зад друг в линия (затова се наричат линейни кораби) и докато се разминават с линията на противника, се обстрелват с оръдията си. Вземането на абордаж постепенно отпада, заменено от съображения като посоката и силата на вятъра. В началото на Втората англо-холандска война англичаните имат по-големи кораби с повече и по-мощни оръдия. Те са с три оръдейни палуби от 90 до 100 оръдия с 42-фунтови гюлета, докато холандските са с две палуби, 60 – 80 оръдия с 24-фунтови гюлета. Това помага за английската победа при Лоустофт през 1665 г., след което англичаните се опитват да наложат морска блокада на холандските брегове. За страна живееща от търговията, това би било фатално за Обединените провинции.
Холандският отговор не закъснява. Председателят на седемте провинции Ян де Вит провежда енергична строителна програма на нови, трипалубни кораби с големи оръдия, по примера на английските. През пролетта на 1666 г. 84 от тях са готови за битка. Англичаните имат около сто кораба, но в този момент в играта влиза нов участник – френският крал Луи XIV. Той е обвързан в съюз с холандците и се вижда принуден да им изпрати 20 кораба на помощ. Точно преди началото на Четиридневната битка английският крал Чарлз II нарежда на своя адмирал Джордж Монк да отдели 20 кораба, командвани от принц Рупърт, които да застанат на пътя на френските. Това е явна грешка, защото Луи не възнамерява да се задълбочава в конфликта. Той иска час по-скоро да го приключи, за да се насочи към истинската си цел – войната с Испания (виж Деволюционна война).

## Ход на битката
Монк разполага със 79 кораба, а срещу него е знаменитият вече Михиел де Ройтер с 84. Монк разчита на изненадата и, макар и числено по-слаб, напада закотвените в Дюнкерк холандски съдове. Холандците отрязват котвените въжета и бързо се подреждат, така че когато англичаните приближават, могат да отвърнат на удара. Атаката на Монк е дръзка, а срещу противник като де Ройтер – и самонадеяна. Тя би успяла само ако завари противника в безредие. Сега обаче, притиснати от вятъра, английските кораби са наклонени напред с атакуващия борд и най-долната оръдейна палуба остава под водата. И тъй като там са най-тежките оръдия, които нанасят най-много вреда на корпуса на противника, атаката изгубва цялата си острота. Монк разбира, че е изгубил инициативата и се оттегля с големи загуби.
На втория ден двата флота се обстрелват отново, докато плават с противоположни курсове. Внезапно холандският ариергард се отклонява и обхваща английския авангард, като нанася на повечето кораби нови повреди. Де Ройтер издава заповед на целия си флот да завие и да подкрепи ариергарда, но слабото изпълнение на тази маневра от страна на подчинените му дава възможност на Монк да се измъкне от пълно унищожение. Междувременно към него се присъединяват отделените по-рано 20 кораба, та на третия ден силите са почти изравнени. В него обаче не се стига до решителна схватка. През нощта Монк и принц Рупърт обсъждат дали да продължат с атаките. Надделява мнението на Рупърт за още един опит. На четвъртия ден се стига до най-яростните сблъсъци. Двата флота се оказват един до друг в две успоредни линии, отделени от един оръдеен изстрел (около 100 – 150 м). Нито оръдейният обстрел, нито атаките със запалителни кораби (брандери) носят предимство на някоя от страните. Де Ройтер използва нова тактика, като поставя центъра си малко встрани, следователно извън обхвата на английските оръдия. Той може да го придвижи по всяко време, за да засили мощта на оръдията си и да подкрепи авангарда или ариергарда си. Следобед, когато строевете се разпадат и започват сблъсъци между единични кораб, тази стратегия се оказва печеливша. Талантливият адмирал успява да види добрите възможности и да концентрира повече сили срещу по-слабите английски съдове. Така холандците извоюват категорична победа и нанасят на англичаните едно от най-горчивите морски поражения.

## Последствия
Холандците изгубват общо само четири кораба и около 2000 души, докато английските загуби са сериозни – 17 кораба и 5000 души, от които две трети пленени. Битката не е решаваща за хода на войната, тъй като англичаните бързо се съвземат и на 4 август печелят победа в сражението в деня на Сейнт Джеймс. Все пак холандците вече не са в отбрана. На следващата година де Ройтер извършва прочутия рейд към Медуей в устието на Темза и нанася на англичаните много щети, както и дълго помнено унижение. Войната завършва отново без категоричен победител.
Но Четиридневната битка остава в историята с новите методи на морска война, които ще господстват през следващите 150 години. Тя налага принципите на линейните кораби и предимството на оръдията. Със своята продължителност и ожесточеност тя е надмината едва от няколко последвали битки. След нея става ясно, че докато де Ройтер е на служба, няма кой да попречи на холандското морско могъщество. Холандският флаг продължава да се развява по моретата.